# Șîpoși, Velîka Bahacika
Șîpoși (în ucraineană Шипоші) este un sat în comuna Balaklia din raionul Velîka Bahacika, regiunea Poltava, Ucraina.

## Demografie
Componența lingvistică a localității Șîpoși
     Ucraineană (100%)
Conform recensământului din 2001, toată populația localității Șîpoși era vorbitoare de ucraineană (100%).